# Мерия
Мерия (фр. Meria, корс. Meria) — коммуна во Франции, находится в регионе Корсика. Департамент коммуны — Верхняя Корсика. Входит в состав кантона Кап-Корс. Округ коммуны — Бастия.
Код INSEE коммуны — 2B159.

## Население
Население коммуны на 2008 год составляло 97 человек.
| 1962 | 1968 | 1975 | 1982 | 1990 | 1999 | 2008 |
| ---- | ---- | ---- | ---- | ---- | ---- | ---- |
| 107  | 108  | 111  | 79   | 76   | 85   | 97   |

## Экономика
В 2007 году среди 45 человек в трудоспособном возрасте (15—64 лет) 27 были экономически активными, 18 — неактивными (показатель активности — 60,0 %, в 1999 году было 51,1 %). Из 27 активных работали 24 человека (15 мужчин и 9 женщин), безработными были 3 мужчины. Среди 18 неактивных 8 человек были пенсионерами, 10 были неактивными по другим причинам.